# Mains de la Cause

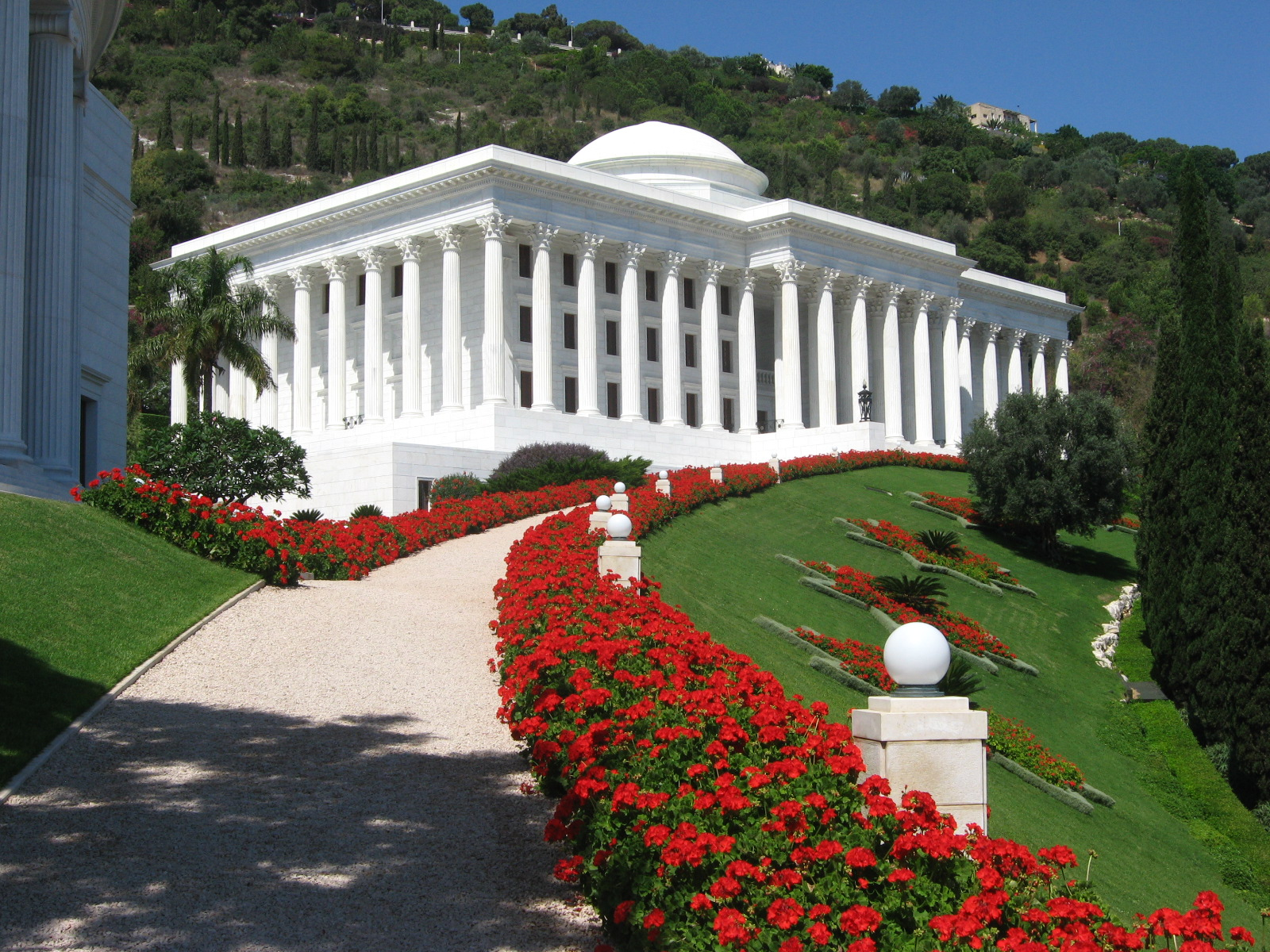
Le siège de la Maison universelle de justice pris sur le mont Carmel à Haïfa, en Israël.

Les Mains de la Cause de Dieu furent un groupe de 50 éminents baha'is, principalement chargés de répandre et de défendre la Foi bahá’íe au niveau mondial. `Abdu'l-Bahá (1844-1921) écrit que :

« Les devoirs des Mains de la Cause sont de répandre au loin les Arômes Divins, d'édifier les âmes des hommes, de faire progresser la culture, d'améliorer le caractère de tous les hommes et d'être, en tout temps et de toutes les manières, sanctifiés et détachés des affaires matérielles. Ils doivent manifester une soumission à Dieu par leur conduite, leurs manières, leurs actes et leurs paroles »

— A Basic Baha'i Dictionary
Ce titre pouvait être décerné par Bahá'u'lláh (1817-1892), le Prophète-Fondateur de la Foi bahá’íe, par son fils aîné et successeur `Abdu'l-Bahá et aussi par le "Gardien de la Cause de Dieu" (Valí Amr'ulláh') Shoghi Effendi (1897-1957). Il y eut en tout 50 "Mains de la Cause", dont 27 étaient encore vivantes lors du décès du Gardien : 4 nommées par Bahá'u'lláh, 4 nommées par `Abdu'l-Bahá, et 42 nommées par Shoghi Effendi (dont 10 à titre posthume). 
Après le décès de Shoghi Effendi, il n'y eut plus de Gardien en chair et en os et il ne fut plus possible d'effectuer de nouvelles nominations. Ce sont donc les "Mains de la Cause" fidèles à l'Alliance de Bahá'u'lláh qui prirent en charge durant 6 ans la direction de la communauté baha’ie entre le décès du Gardien le 4 novembre 1957 et la première élection de la Maison universelle de justice le 21 avril 1963. La dernière "Main de la Cause", le Dr `Alí-Muḥammad Varqá, s'est éteinte le 22 septembre 2007. 
Parmi ces 50 "Mains de la Cause", au moins 5 étaient des espérantistes actifs et fervents, qui utilisèrent la langue internationale "Espéranto" pour enseigner la Foi à travers le monde, principalement en Asie, et fonder la première gazette internationale baha'ie intitulée "La Nova Tago" (le Jour Nouveau), qui fut éditée entre 1925 et 1936. Ces personnes étaient :
- John Ebenezer Esslemont (1874-1925)
- Martha Root (1872-1939)
- Hermann Grossmann (1899-1968)
- Adelbert Mühlschlegel (1897-1980)
- Agnes Baldwin Alexander (1875-1971)

Le rôle des « Mains de la Cause » est actuellement joué au sein de la communauté baha'ie par les « Conseillers », qui forment les institutions du « Corps des Conseillers Continentaux » et du « Centre d'Enseignement International », secondés dans chaque pays par des auxiliaires « Vice-Conseillers », qui nomment à leur tour localement des "Assistants".

## Nommées par Bahá'u'lláh
- Ḥájí Mullá `Alí-Akbar (1842-1910), connu comme Ḥájí Ákhúnd
- Ḥájí Mírzá Muḥammad-Taqí (m. 1917), connu comme Ibn-i-Abhar
- Mírzá Muḥammad-Ḥasan (1848-1919), connu comme Adíb
- Mírzá `Alí-Muḥammad-i-Khurásání (m. 1928), connu comme Ibn-i-Aṣdaq

## Nommées par `Abdu'l-Bahá
- Áqá Muḥammad-i-Qa'iní (1829-1892), connu comme Nabíl-i-Akbar
- `Alí-Muḥammad Varqá (m. 1896), le père de Rúḥu'lláh
- Mullá Ṣádiq-i-Muqaddas, ayant reçu le titre de `Ismu'lláhu'l-Aṣdaq
- Shaykh Muḥammad-Riḍáy-i-Yazdí

## Nommées à titre posthume par Shoghi Effendi
- John Ebenezer Esslemont (1874-1925)
- Ḥájí Amín (1817-1928)
- Keith Ramsom-Kehler (1876-1933)
- Martha Root (1872-1939)
- Hyde Dunn (1855-1941)
- Siyyid Muṣṭafá Rúmí (m. 1942)
- `Abdu'l-Jalil Bay Sá'd (m. 1942)
- Muḥammad Taqíy-i-Iṣfáhání (m. 1946)
- Roy C. Wilhelm (1875-1951)
- Louis George Gregory (1874-1951)

## Premier contingent nommé le24 décembre 1951par Shoghi Effendi
- Dorothy Beecher Baker (1898-1954)
- Amelia Engelder Collins (1873-1962)
- `Alí-Akbar Furútan (1905-2003)
- Ugo Giachery (1896-1989)
- Hermann Grossmann (1899-1968)
- Horace Hotchkiss Holley (1887-1960)
- Martha Root (1872-1939)
- Leroy C. Ioas (1896-1965)
- William Sutherland Maxwell (1874-1952)
- Ṭaráz'u'lláh Samandarí (1874-1968)
- Valíyu'lláh Varqá (1884-1955)
- George Townshend (1876-1957)
- Charles Mason Remey (1874-1974)

## Second contingent nommé le29 février 1952par Shoghi Effendi
- Siegfried Schopflocher (1877-1953)
- Shu'á'u'lláh `Alá'í (1889-1984)
- Músá Banání (1886-1971)
- Clara Dunn (1869-1960)
- Dhikru'lláh Khádim (1904-1986)
- Adelbert Mühlschlegel (1897-1980)
- Corinne Knight True (1861-1961)

## Nommées par Shoghi Effendi (année de l'investiture)
- Amatu'l-Bahá Rúḥíyyih Khánum (1910-2000) (1952)
- Jalál Kháḍih (1897-1990) (1953) (aussi translitteré comme Jalal Khazeh)
- Paul Edmond Haney (1909-1982) (1954)
- `Ali Muḥammad Varqá (1912-2007) (1955)
- Agnes Baldwin Alexander (1875-1971) (1957)

## Dernier contingent nommé le2 octobre 1957par Shoghi Effendi
- Ḥasan Muvaqqar Balyúzí (1908-1980)
- Abu'l-Qásim Fayḍí (1906-1980)
- John Graham Ferraby (1914-1973)
- Harold Collis Featherstone (1913-1990)
- Raḥmatu'lláh Muhájir (1923-1979)
- Enoch Olinga (1926-1979)
- John Aldham Robarts (1901-1991)
- William Sears (1911-1992)

#### Sources officielles bahá'íes
- Kitáb-i-Aqdas ("Le Livre le Plus Saint"), écrit par Bahá'u'lláh (en arabe vers 1873), édité par la Maison d'éditions baha'ies (Bruxelles 1996),  (ISBN 2872030387)
- "Les Tablettes de Bahá'u'lláh" (révélées après le Kitáb-i-Aqdas), écrite en arabe par Bahá'u'lláh, édité par la Maison d'éditions baha'ies (Bruxelles 1994),  (ISBN 2872030328)
- "Bahá'í Administration" de Shoghi Effendi, Bahá'í Publishing Trust (1974), Wilmette, Illinois, États-Unis,  (ISBN 0-87743-166-3)
- "Principles of Bahá'í Administration" de Shoghi Effendi, Bahá'í Publishing Trust (1976), London, Royaume-Uni,  (ISBN 0-900125-13-6)
- "The Ministry of the Custodians 1957-1963" de Rúhíyyih Khanum, Bahá'í World Centre (1992),  (ISBN 0-85398-350-X)
- "Lights of Fortitude" de Barron kaj Harper (1997), George Ronald, Oxford, Royaume-Uni,  (ISBN 0-85398-413-1)

#### Autres
- (en) Denis MacEoin, « Ayādī-e Amr Allāh », dans Encyclopædia Iranica, 1987 (lire en ligne)
- (en) Stephen Lambden, « Ebn Abhar, Moḥammad-Taqī », dans Encyclopædia Iranica, 1996 (lire en ligne)